# 388 Brygada Grenadierów
388 Brygada Grenadierów, niem. Grenadier-Brigade 388 – jedna z niemieckich brygad grenadierów utworzona w maju 1944 roku z przekształcenia wzmocnionego 388 Pułku Grenadierów. 
Użyta została na terenie Norwegii i Finlandii. Składała się z dwóch batalionów i dwóch kompanii grenadierów, kompanii pionierów i batalionu artylerii.